# Административное деление Румынии
В административном отношении Румыния делится на 41 жудец, которые подразделяются на 256 муниципиев и 2686 коммун. Жудецы руководятся префектами, назначающимися центральным правительством, но с 2006 года обязанными быть беспартийными. Исключением является муниципий Бухарест.
В соответствии с Регламентом Европейского союза № 1059/2003, территория Румынии разделяется на 8 регионов развития, которые являются не административно-территориальными единицами, а только статистическими зонами страны. Они соответствуют подразделениям уровня NUTS II в государствах-членах Европейского Союза, но фактически не имеют административного статуса и не имеют законодательного или исполнительного совета или правительства. 
Коммуны разделяются на сёла, не имеющие своей администрации. Всего в Румынии 13092 села.
Территория Бухареста делится на сектора, представительные органы секторов — местные советы (consiliu local), глава исполнительной власти в секторе — примар (primar).
В Румынии есть непризнанная национально-территориальная автономия — Секуйский край.

## Номенклатура территориальных единиц
Административное деление Румынии соответствует стандарту NUTS:
- Уровень NUTS 1: Румыния
- Уровень NUTS 2: 8 регионов развития
- Уровень NUTS 3: 41 жудец и 1 муниципий (Бухарест)
- Уровень NUTS 4: не используется
- Уровень NUTS 5: 256 городов и 2686 коммун

Исключением из этой структуры является муниципалитет Бухареста , который является вторичным подразделением (а не третичным подразделением, как другие муниципалитеты) и официально разделён на шесть секторов , каждый из которых имеет местное правительство и совет.

## См. также